# Joseph Decaisne
Joseph Decaisne, né le 7 mars 1807 à Bruxelles et mort le 8 février 1882 à Paris (5e), est un botaniste français d'origine belge.
Il est le frère du peintre Henri Decaisne et du docteur en médecine Pierre Decaisne, membre de l'Académie royale de Bruxelles et titulaire d'une chaire à la faculté de médecine de Gand.

## Biographie
Né à Bruxelles le 7 mars 1807, de Victor Decaisne, natif d'Abbeville, et de Marie Maës, native d’Anvers, à l'époque où la Belgique était sous domination française, il exerce son activité exclusivement à Paris. Il entre en 1824 comme jardinier au Muséum national d'histoire naturelle et est nommé, en 1832, chef du « carré des semis ». Il devient l’aide-naturaliste de la chaire de botanique rurale d’Adrien de Jussieu. C’est là qu’il commence à étudier les plantes récoltées par divers voyageurs, dont celles de Victor Jacquemont mort en Asie. Auteur de recherches appliquées, notamment sur la garance, l’igname et la ramie, il s’intéresse aussi aux algues.
Le 19 avril 1847, il est élu membre de l'Académie des sciences (section d'économie rurale), dont il est président en 1865. Il succède en 1850 à Charles-François Brisseau de Mirbel à la chaire de culture du Muséum. Il participe en 1854 à la création de la Société botanique de France, dont il est le deuxième président.
Entre 1858 et 1875, il rédige une œuvre en neuf volumes Le Jardin fruitier du Muséum, dont les six premiers volumes décrivent environ 400 variétés de poires.
Il est éditeur de la Revue horticole.
Joseph Decaisne devient membre étranger de la Royal Society le 13 décembre 1877.
Mort le 8 février 1882 à Paris, il est inhumé le 10 février 1882 au cimetière de Montmartre, 21e division, avec son frère Henri de Caisne et leur mère Marie Maës. Il était célibataire.

## Contributions à la taxonomie des plantes
Il a  décrit les genres d'angiospermes suivants : 
- Capanea et Chrysothemis (famille Gesneriaceae)
- Sautiera (Acanthaceae)
- Lepinia (en), Rhazya (Apocynaceae)
- Vancouveria (en) (avec C. Morren) (Berberidaceae)
- Ostryopsis (en) (Betulaceae)
- Dipterygium (Capparidaceae)
- Brassaiopsis, Cuphocarpus (en)*, Dendropanax*, Didymopanax*, Fatsia*, Oreopanax*, Stilbocarpa*,  (* avec Planch.) (Araliaceae)
- Berneuxia (en) (Diapensiaceae)
- Scyphogyne (Ericaceae)
- Akebia, Boquila (Lardizabalaceae)
- Galtonia (Liliaceae s. l. ou Hyacinthaceae)
- Treculia  Decne. ex Trecul (Moraceae
- Camptotheca (Nyssaceae ou Cornaceae)
- Ephippiandra (Monimiaceae)
- Pseudais (Thymelaeaceae)
- Allardia, Lecocarpus, Wollastonia DC. ex Decne. (Asteraceae)
- Gymnotheca (Saururaceae)
- Bougueria (Plantaginaceae)
- Docynia (Rosaceae)
- Seetzenia R.Br. ex Decne.(Zygophyllaceae)
- Deherainia (Theophrastaceae)
- Lopholepis (Poaceae)
- Asterostemma, Atherandra, Baeolepis Decne. ex Moq., Barjonia,  Blepharodon,  Calostigma,  Camptocarpus, Decabelone, Decanema, Dictyanthus, Glossonema, Gongronema (Endl.) Decne., Harpanema, Hemipogon,  Hoodia Sweet ex Decne., Ibatia, Macropetalum Burch. ex Decne., Melinia, Mitostigma, Nautonia, Nephradenia, Orthosia, Pentopetia, Peplonia, Periglossum, Pherotrichis, Polystemma, Ptycanthera, Pycnoneurum, Pycnostelma Bunge ex Decne., Rhyssostelma, Riocreuxia, Tacazzea, Tassadia, Trichosandra (Asclepiadaceae ou Apocynaceae s. l.)
- Amorphophallus Blume ex Decne. (Araceae) et Leptopus (Euphorbiaceae s. l. ou Phyllanthaceae).

## Principales publications
- [1835] (fr + la) Herbarii Timorensis descriptio cum tabulis 6 aeneis (Description de plantes de Timor avec 6 planches), Paris, Roret, 1835, 173 p. (lire en ligne [sur numelyo.bm-lyon.fr]).
- [1837] Recherches anatomiques et physiologiques sur la garance, sur le développement de la matière colorante dans cette plante, sur sa culture et sa préparation, suivies de l'examen botanique du genre Rubia et de ses espèces.
- [1846] Histoire de la maladie des pommes de terre en 1845, 1846 (lire en ligne [sur books.google.fr]).
- [1853] Voyage au Pôle sud et dans l'Océanie sur les corvettes l'Astrolabe et la Zélée, pendant les années 1837-1838-1839-1840, t. 2 : Botanique — Plantes vasculaires, 1853 (lire en ligne [sur mediatheques.quimper-bretagne-occidentale.bzh]).
- [Le Maout & Decaisne --> 1855] Emmanuel Le Maout et Joseph Decaisne, Flore élémentaire des jardins et des champs, accompagnée de clefs analytiques et d'un vocabulaire des termes techniques (2 volumes), 1855.
- Le Jardin fruitier du Muséum, ou Iconographie de toutes les espèces et variétés d'arbres fruitiers cultivés dans cet établissement avec leur description, leur histoire, leur synonymie, 9 tomes, Paris, libr. Firmin Didot frères, fils et Cie puis Firmin Didot et Cie :
  - [1871-1872] Le Jardin fruitier du Muséum, t. 1 : Le poirier : Introduction — Organographie — etc (lire en ligne [sur gallica]).
  - [1871-1872] Le Jardin fruitier du Muséum, t. 2 : Le Poirier : abbé Mongein. - Bugiarda (lire en ligne).
  - [1871-1872] Le Jardin fruitier du Muséum, t. 3 : Le poirier : de Nantes — William prince (lire en ligne).
  - [1871-1872] Le Jardin fruitier du Muséum, t. 4 : Le poirier : Adèle — du Comice (lire en ligne).
  - [1871-1872] Le Jardin fruitier du Muséum, t. 5 : Le poirier : de Madame — Royale-d'hiver (lire en ligne).
  - [1871-1872] Le Jardin fruitier du Muséum, t. 6 : Le poirier : de safran - Zéphirin Grégoire (lire en ligne).
  - [1872-1875] Le Jardin fruitier du Muséum, t. 7 : Le pêcher (lire en ligne).
  - [1862-1875] Le Jardin fruitier du Muséum, t. 8 : Le pêcher (Pavies). Le brugnon. Le prunier et l'abricotier (lire en ligne).
  - [1862-1875] Le Jardin fruitier du Muséum, t. 9 : Le fraisier et le groseillier (lire en ligne).
- [1862-1871] Joseph Decaisne et Charles Naudin, Manuel de l'amateur des jardins, traité général d'horticulture (4 volumes).
- [1864] Voyage autour du monde sur la frégate La Vénus commandée par Abel Du Petit-Thouars, Botanique, Paris, libr. des sciences naturelles et des arts illustrés, Théodore Morgand éd., 1864 (lire en ligne [sur gallica.bnf.fr]).
- [1868] Emmanuel Le Maout et Joseph Decaisne (ill. L. Steinheil et A. Riocreux), Traité général de botanique descriptive et analytique, Paris, libr. Firmin Didot frères, fils et Cie, 1868, 745 p. (lire en ligne [sur gallica]).

## Distinctions
- Chevalier de la Légion d'honneur (19 février 1845)[2],
- Officier de la Légion d'honneur (13 août 1862)[2].